# Valeri Saramutin
Bản mẫu:Eastern Slavic name
Valeri Anatolyevich Saramutin (tiếng Nga: Валерий Анатольевич Сарамутин; sinh ngày 17 tháng 5 năm 1995) là một cầu thủ bóng đá người Nga. Anh thi đấu cho F.K. Dynamo Sankt Peterburg và F.K. Dynamo-2 Sankt Peterburg. Anh cũng mang quốc tịch Hoa Kỳ vì sinh ra ở Camden, New Jersey.

## Sự nghiệp câu lạc bộ
Anh có màn ra mắt tại Giải bóng đá ngoại hạng Nga cho F.K. Dynamo Moskva vào ngày 21 tháng 5 năm 2016 trong trận đấu với F.K. Zenit Sankt Peterburg. He has been on Dynamo's roster kể từ năm 2012.